# Distenia cyaneipennis
Distenia cyaneipennis är en skalbaggsart som beskrevs av Jean François Villiers 1959. Distenia cyaneipennis ingår i släktet Distenia och familjen långhorningar. Inga underarter finns listade i Catalogue of Life.